# Якшино (Удмуртия)
Якшино — удмуртская деревня в Глазовском районе Удмуртской республики. Расположена на территории муниципального образования «Октябрьское» со статусом сельского поселения.

## География
Деревня расположена в 16 км юго-восточнее административного центра района — города Глазова у Якшинского ключа, истока реки Ваервыж, притока Омутницы. Деревня находится в 2 км от дороги регионального значения Р321 «Ижевск — Игра — Глазов».
Улицы
| - ул. Центральная, - ул. Школьная. |

Ближайшие населённые пункты
| - на северо-восток в 3 км деревня Омутница; - на север в 2 км село Октябрьский; - на юго-восток в 3 км деревня Коровай. |

## История
Впервые деревня упоминается в 5-й ревизии 1795 года. В ревизских сказках 1811 года значится деревня Якшогуртская. На тот момент в деревне проживало 10 семей по фамилии Волковы.

По данным из списка населённых мест Глазовского узда Вятской губернии 1859—1873 гг. упоминается Якшинская деревня (Якшагурт) при ключе Якшинском. В 8 дворах проживали 42 мужчины и 38 женщин (80 человек).

В деревне строго соблюдали обычаи и традиции удмуртов. Не разрешалось полоскать бельё у якшинского родника, особенно в полдень и на Рождество. С логом Восяськон гоп был связан обычай — совершали жертвоприношение быка. Когда начинали сеять, отмечали праздник Гырон Быдтон (букв. «окончание пахоты»). Любили праздники Вой дыр (Масленица) и Ныл брага (букв. «девичья брага»). В клубе часто собиралась молодежь из соседних деревень: Савапи, Коровай, Котомки, Гондырево. Ставили спектакли на удмуртском языке, пели песни под балалайку и гармонь.

Население в деревне было очень религиозно. Всех детей крестили в глазовской церкви. Раз в год через деревню проходил крестный ход. Из Глазова шли в деревню Котнырево, заходили в Якшино и возвращались в город через Умск. Служили молебен и освещали воду у якшинского родника, который заранее украшали.

Во время Гражданской войны в деревне побывали и красные, и белые. Жители деревни были вынуждены прятаться в картофельных ямах.

В июле 1931 года организована сельскохозяйственная артель «Якшино», потом её объединили с колхозом «Савапи». 29 июня 1950 года сельхозартели «Якшино» и «Савапи» по решению общих собраний были присоединены к сельхозартели «Выль уж» с центром в деревне Омутница Омутницкого сельсовета Глазовского района.В 1957 году земли колхоза «Выль уж» переданы отделу рабочего снабжения Чепецкого механического завода. А в мае на землях подсобного хозяйства и вошедшего в его состав колхоза «Выль Уж» образован совхоз «40 лет Октября», который в 1976 году переименовали в «Октябрьский».
Перед Великой Отечественной войной в Якшино было 28 дворов и более 100 жителей. На фронт ушли 18 мужчин и только 7 вернулись назад.

Всего 1 житель остался в ней в 2001 году, электролинии были демонтированы.

На 1 января 2010 года в д. Якшино жило 3 человека.

## Население
| 2010 | 2012 |
| ---- | ---- |
| 3    | ↗4   |

## Транспорт
Основное транспортное сообщение деревни осуществляется через трассу Р321, которая проходит в 2 км севернее. К деревне ведет грунтовая дорога. Указатель населённого пункта присутствует.

## Топографические карты
- Лист карты O-39-XVII Глазов. Масштаб: 1 : 200 000. Состояние местности на 1984 год. Издание 1993 г.